# Walter Bonjaski
Walter Bonjaski, ook onder meer gespeld als Bonjasky, is een Surinaams politicus. Hij zat voor de NPS en de ABOP in De Nationale Assemblée (DNA). Sinds 2020 is hij districtscommissaris van Boven-Coppename.

## Biografie

### NPS
Bonjaski werd tijdens de verkiezingen van 2000 voor de Nationale Partij Suriname (NPS) in Sipaliwini gekozen tot lid van DNA. Hij diende de periode uit tot 2005.

### ABOP
Tijdens de verkiezingen van verkiezingen van 2010 deed hij in Sipaliwini mee op de lijst van de ABOP en verwierf hij opnieuw een zetel in DNA.
Direct aan het begin van de parlementsperiode ontstond er onrust, toen de nieuw geïnstalleerde Assemblée een voorzitter uit haar midden moest kiezen. Vanuit partijdiscipline was binnen de ABOP afgesproken om op Paul Somohardjo te stemmen, terwijl nadien bleek dat niet iedereen dat had gedaan. De vinger werd gewezen naar onder meer Bonjaski. Volgens partijgenoot Marinus Bee zouden hij en Bonjaski de stembiljetten echter gefotografeerd hebben voordat ze die afgaven. Nadat Guno Castelen liet weten als lid van de verkiezingscommissie de stembiljetten te hebben gemarkeerd, reageerde leider van de A-Combinatie en ABOP, Ronnie Brunswijk, dat zijn vertrouwen was geschonden in het Nieuw Front, de alliantie waarmee de stemafspraken waren gemaakt.
In 2012 stemde Bonjaski mee met de partijdiscipline om de Amnestiewet zodanig aan te passen, dat misdaden tijdens het militaire regime van Desi Bouterse en tijdens de Binnenlandse Oorlog niet bestraft zouden moeten kunnen worden. In 2013 bevond hij zich met DNA-vicevoorzitter Ruth Wijdenbosch, Chan Santokhi en André Misiekaba tot de parlementsleden die de doodstraf wilden afschaffen.
Tijdens de verkiezingen van 2015 legde hij het in Sipaliwini tegen Dinotha Vorswijk af voor een plaats op de eerste positie van de A-Combinatie. Zij nam dat jaar als enige van de lijst plaats in DNA.

### Districtscommissaris
Op 25 augustus 2020 werd hij door president Chan Santokhi geïnstalleerd als districtscommissaris (dc) van Boven-Coppename. Terwijl hij kennis gemaakt had met de Kwinti's, werd er gesproken over wisseling van de standplaatsen, met Erwin Linga als dc voor dit ressort. De Kwinti's protesteerden bij president Chan Santokhi tegen die wisseling en werden gehoord in hun bezwaar, waardoor Boven-Coppename toch de standplaats is gebleven voor Bonjaski.